# Spelaeochthonius
Genre
Spelaeochthonius est un genre de pseudoscorpions de la famille des Pseudotyrannochthoniidae.

## Distribution
Les espèces de ce genre se rencontrent au Japon, en Corée du Sud et en Chine.

## Liste des espèces
Selon You, Yoo, Harvey et Harms en 2022 :
- Spelaeochthonius akiyoshiensis Morikawa, 1956
- Spelaeochthonius cheonsooi You, Yoo, Harvey & Harms, 2022
- Spelaeochthonius dentifer (Morikawa, 1970)
- Spelaeochthonius dorogawaensis Morikawa, 1956
- Spelaeochthonius kishidai (Morikawa, 1960)
- Spelaeochthonius kobayashii Morikawa, 1956
- Spelaeochthonius kubotai Morikawa, 1954
- Spelaeochthonius seungsookae You, Yoo, Harvey & Harms, 2022
- Spelaeochthonius undecimclavatus Morikawa, 1956

et décrite depuis :
- Spelaeochthonius dugigulensis Jeong K, Harms D, Yoo J-s, Kim S (2025)
- Spelaeochthonius geumgulensis Jeong K, Harms D, Yoo J-s, Kim S (2025)
- Spelaeochthonius magwihalmigulensis Jeong K, Harms D, Yoo J-s, Kim S (2025)
- Spelaeochthonius wulibeiensis Gao, Hou & Zhang, 2023
- Spelaeochthonius yamigulensis Jeong K, Harms D, Yoo J-s, Kim S (2025)
- Spelaeochthonius yinae Li, 2023

## Systématique et taxinomie
Ce genre a été décrit par Morikawa en 1954 dans les Chthoniidae. Il est placé en synonymie avec Pseudotyrannochthonius par Muchmore en 1967. Il relevé de synonymie par You, Yoo, Harvey et Harms en 2022.

## Publication originale
- Morikawa, 1954 : « On some Pseudoscorpions in Japanese limegrottoes. » Memoirs of Ehime University, Sect. II, sér. B, vol. 2, p. 79-87.